# 2018年蓝宝石航空UH-1直升机坠毁事故
2018年蓝宝石航空UH-1直升机坠毁事故发生于当地时间1月17日约18时，一架UH-1直升机在美国新墨西哥州拉顿坠毁。机上6人当中有5人死亡。

## 航机相关
本次坠毁的直升机曾在美国陆军服役，并参加过越南战争，于1969年5月31日坠毁。之后，直升机被送回美国并修复，继续在俄亥俄州国民警卫队中服役，直至退役。

## 事故后续
本次事件导致UH-1直升机上的两名飞行员和4名乘客死亡，其中有津巴布韦参议员罗伊·贝内特和妻子海瑟，以及英国的蒸汽汽车车速世界纪录保持者查尔斯·布尔内特。幸存的乘客是其中一名飞行员的女儿，也是布尔内特的生意搭档，她受伤严重，但仍用手机报了警。虽然幸存者无法指出具体的事发位置，新墨西哥州警察还是找到了拉顿以东15 mi（24 km）的一个农场。据报道，事发前一天，飞行员曾指出飞机的机械部分存在问题，而起飞前声称已修复。

## 调查
美国国家运输安全委员会正对此事件展开调查。
2019年7月8日，美国国家运输安全委员会发布了此次事故的最终调查报告，判定机组在黑暗的夜晚巡航时，未能维持合适的高度，远离山地，导致可控飞行撞地。